# Pseudosaproecius falcatus
Pseudosaproecius falcatus là một loài bọ cánh cứng trong họ Bọ hung (Scarabaeidae).